# Pakauman
Pakauman is een bestuurslaag in het regentschap Kendal van de provincie Midden-Java, Indonesië. Pakauman telt 901 inwoners (volkstelling 2010).